# Ginés González García
Ginés González García (San Nicolás de los Arroyos, 31 agosto 1945 – Buenos Aires, 18 ottobre 2024) è stato un politico argentino.

## Biografia
Laureatosi in chirurgia presso l'Università nazionale di Córdoba, ricoprì il suo primo incarico pubblico nel 1988, quando fu nominato ministro della Salute della provincia di Buenos Aires. Nel gennaio 2002, durante la presidenza ad interim di Eduardo Duhalde, fu nominato ministro della Salute dell'Argentina. 
Confermato al suo incarico dal successore di Duhalde Néstor Kirchner, nel febbraio 2005 González García entrò in polemica con il vescovo castrense d'Argentina Antonio Baseotto, il quale accusò il ministro di apologia di reato in merito ad alcune sue dichiarazioni nelle quali si diceva a favore dell'aborto.
Nominato ambasciatore in Cile nel dicembre 2007, ricoprì l'incarico sino al dicembre 2015. Nominato nuovamente ministro della salute dal neoeletto presidente Alberto Fernández, dopo soli due giorni di mandato González García approvò un protocollo che autorizzava l'aborto nei confronti delle vittime di stupro. 
Il 19 febbraio 2021 venne reso pubblico che il giornalista e scrittore Horacio Verbitsky era stato vaccinato contro il COVID-19 in un apposito centro vaccini istituito da González García dentro i locali del ministero della Salute. Nelle ore successive emerse che molte altre personalità politiche e culturali del Paese, alcune amiche del ministro, altre semplicemente vicine al governo, avessero ottenuto il vaccino pur non avendo i requisiti e saltando così la fila. Il fatto suscitò in Argentina un enorme scandalo anche a fronte delle pochissime dosi reperite dalle autorità e distribuite alla popolazione. Il presidente Fernández chiese così le dimissioni di González García il quale, con vena polemica, le presentò mediante una lettera pubblica.